# Bloomington (film)
Bloomington – amerykański dramat filmowy z roku 2010 w reżyserii Fernandy Cardoso.

## Fabuła
Jackie, gwiazda telewizyjnego serialu fantastyczno-naukowego Neptune 26, całe dzieciństwo spędziła na planie filmowym. Po zakończeniu realizacji serialu wyjeżdża do Midwest i tam wstępuje na koledż, gdzie nawiązuje romans z wykładowczynią Catherine. Ich związek zostaje poddany próbie, gdy Jackie dostaje propozycję uczestnictwa w pełnometrażowym filmie, opartym na motywach serialu. Mimo że aktorka nie planowała powrotu do filmu, zaczyna zastanawiać się nad ofertą i w końcu ją przyjmuje, popadając w centrum uwagi mediów. Catherine zostaje na drugim planie.

## Nagrody
- Za najlepszą rolę kobiecą na North Carolina Gay & Lesbian Film Festival
- Za najlepszą reżyserię na Indianapolis LGBT Film Festival
- Centerpiece Gala Selection na Reelout Queer Film Festival